# Ludwig Pietsch

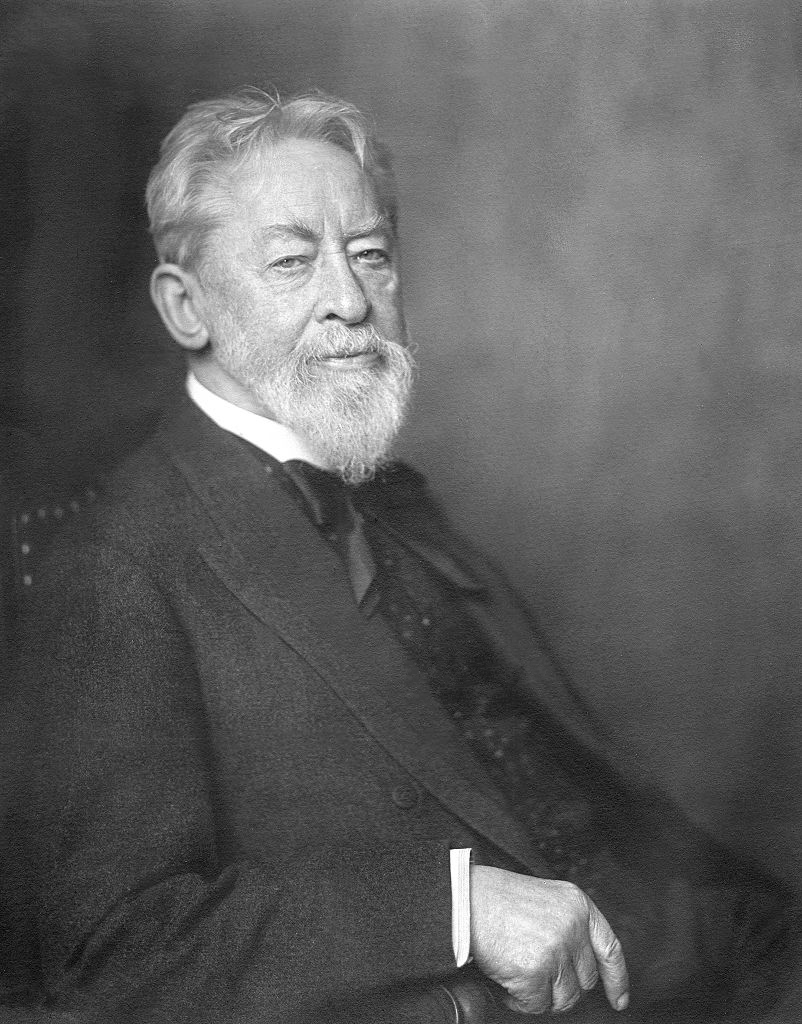
Ludwig Pietsch (1824–1911)

Ludwig Pietsch (* 25. Dezember 1824 in Danzig; † 27. November 1911 in Berlin) war ein deutscher Maler, Kunstschriftsteller und Feuilletonist in Berlin.

## Leben

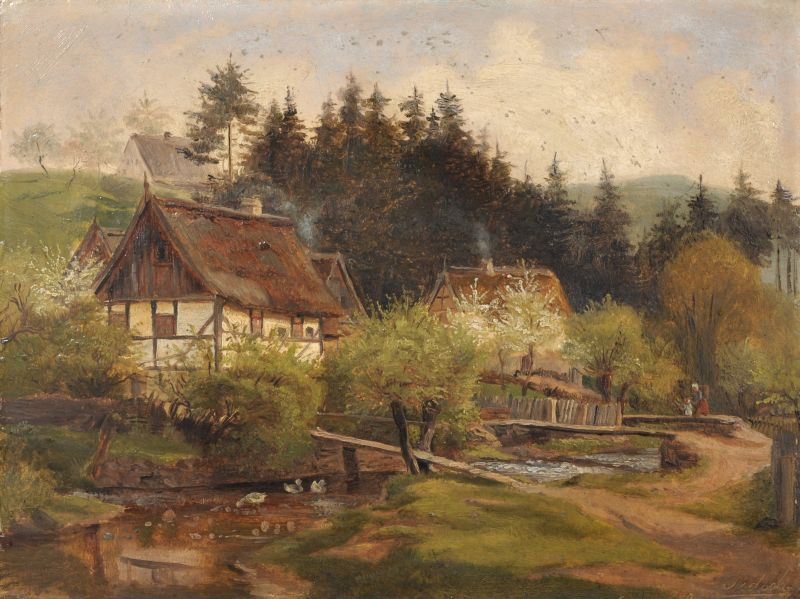
Haus am Wald

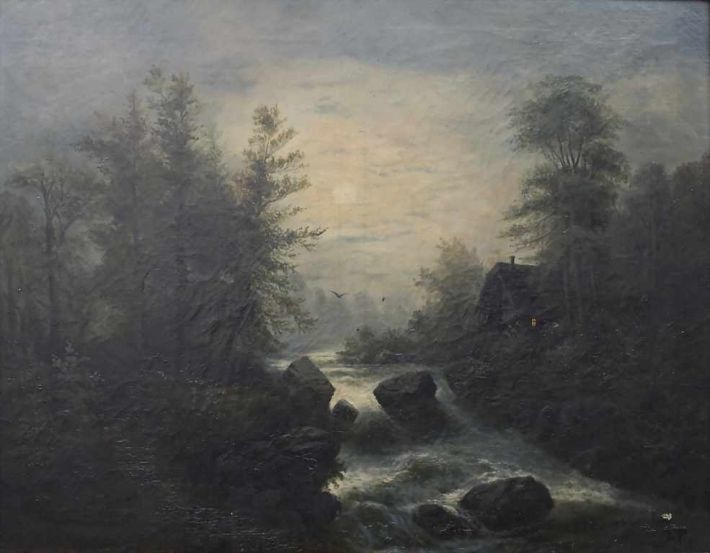
Wald im Mondlicht

Pietsch besuchte die Danziger Kunst- und Gewerbeschule und 1841–1843 die Berliner Kunstakademie und arbeitete als Zeichner für Zeitungen und Zeitschriften, wie z. B. die bekannte Illustrirte Zeitung aus Leipzig. Seit 1864 schrieb er Artikel für die Vossische Zeitung, die Spenersche Zeitung, für die in Breslau erscheinende Schlesische Zeitung, deren Feuilleton-Chef er zeitweise war, für die von Gustav Freytag und Julian Schmidt herausgegebene Zeitschrift Grenzboten und für die Berliner Allgemeine Zeitung. Er berichtete über Berliner gesellschaftliche Ereignisse, insbesondere über den alljährlich stattfindenden Presseball, als dessen wichtigster Chronist und begabtester Mode-Kritiker er zu seinem eigenen Leidwesen galt, sowie über Reiseerlebnisse, Kunst- und Gewerbeausstellungen und als Begleiter des Kronprinzen Friedrich über den Deutsch-Französischen Krieg 1871.
An seinem 70. Geburtstag wurde Pietsch zum Professor ernannt.
Pietsch stand im Ruf, bis ins hohe Alter ein nimmermüder Gesellschaftsmensch zu sein. So verkehrte er täglich und gleichermaßen intensiv mit Schauspielern, Künstlern und Politikern und war ein intimer Kenner nahezu sämtlicher Berliner Gesprächskreise, Cafés, Restaurants und Ballveranstaltungen und wurde dafür insbesondere von seinen weiblichen Lesern viel bewundert. Seinen Geburtstag pflegte Pietsch ab dem 24. Dezember um Mitternacht einen ganzen Tag durchgehend zu feiern. Alfred Kerr schrieb über Pietsch:

„Er ist ein Draufgänger, mit seinen siebzig Jahren, aus allen Gliedern zuckt ihm die joie de vivre, er lebt aus dem Vollen, er hat schwerlich die Hoffnung aufgegeben, Frauen noch gefährlich zu werden, er ist bei jedem notablen Festessen, bei jeder Premiere, in jeder Ausstellung, bei jeder Einweihung.“

Walther Kiaulehn äußerte sich ähnlich:

„Pietsch war ein begabter Maler, den seine gesellschaftlichen und kennerischen Talente immer mehr von der Staffelei abzogen. Er war der Intimus der Bürgerhäuser, in denen die Kunst geliebt wurde. Witzig und galant plauderte er über alles, über alte Familien und neue Bilder, über Ausstellungen, über die Kleider der Damen, Soupers und Atelierbesuche.“

Zu den wichtigsten näheren Bekannten von Pietsch zählten der Arbeiterführer Ferdinand Lassalle, der Bildhauer Reinhold Begas, der Maler Adolph Menzel und die Schriftsteller Theodor Storm, Theodor Fontane und Iwan Turgenjew. Mit Turgenjew pflegte Pietsch in Berlin und Baden-Baden einen besonders engen Kontakt.

## Werke (in Auswahl)
- Aus Welt und Kunst : Studien und Bilder. Jena : Costenoble, 1867 (2 Bände)
- Illustrationen zu Reuters Ut mine Stromtid (Olle Kamellen, Band 3, 4, 5). Wismar, Hinstorff, 1868.
- Von Berlin bis Paris. Kriegsbilder (1870 -1871). Berlin 1871
- Nach Athen und Byzanz. Ein Frühlingsausflug. Berlin: Janke 1871
- Orientfahrten eines Berliner Zeichners. Berlin: Janke 1871
- Marokko. Briefe von der deutschen Gesandtschaftsreise nach Fez im Frühjahr 1877. Leipzig: Brockhaus 1878
- Wallfahrt nach Olympia im ersten Frühling der Ausgrabungen (April und Mai 1876) nebst einem Bericht über die Resultate der beiden folgenden Ausgrabungs-Campagnen. Reisebriefe. Berlin: Luckhardt 1879
- Andreas Achenbach. Breslau 1880
- Paul Meyerheim. Breslau 1881
- Die deutsche Malerei der Gegenwart auf der Jubiläums-Ausstellung der Königlichen Akademie der Künste zu Berlin 1886. München: Hanfstaengel 1886 (Digitalisat Gemeinsamer Bibliotheksverbund (GBV))
- Die Malerei auf der Münchener Jubiläums-Kunst-Ausstellung 1888. München: Hanfstaengel 1888–1889
- Ludwig Pietsch: Wie ich Schriftsteller geworden bin. Der wunderliche Roman meines Lebens. (Digitalisate in der Digitalen Bibliothek Mecklenburg-Vorpommern)
  - Band 1: Erinnerungen aus den Fünfziger Jahren. Berlin: Fontane 1893.
  - Band 2: Erinnerungen aus den Sechziger Jahren. Berlin: Fontane 1894.
  - Neu herausgegeben von Peter Goldammer, Berlin: Aufbau-Verlag 2000. ISBN 3-351-02875-X
- Internationale Kunstausstellung Berlin 1896. Begleitext von Ludwig Pietsch. Franz Hanfstaengl, München 1896 Digitalisat
- Aus jungen und alten Tagen. Erinnerungen. Berlin : Fontane 1904
- Die großen Weihnachtsausstellungen, hg. Angelika Friederici, in: Castan’s Panopticum. Ein Medium wird besichtigt, Heft 3 (D1), Berlin 2008, ISBN 978-3-928589-23-9

## Briefe

### Ungedruckte Briefe
- 14 Briefe Ludwig Pietsch an Dethloff Carl Hinstorff 4. November 1864 bis 13. Juli 1865[4]
- Ludwig Pietsch an Unbekannt 1873 Heinrich Heine Institut

### Gedruckte Briefe
- Blätter der Freundschaft. Aus dem Briefwechsel zwischen Theodor Storm und Ludwig Pietsch. Mitgeteilt von Volquart Pauls. Heide: Boyens 1939
- Theodor Fontanes Briefe an Ludwig Pietsch. Eingeleitet u. kommentiert von Christa Schultze. In: Fontane Blätter. Potsdam. Bd. 2, Heft 1, 1969, S. 10–59
- Iwan Turgenjew. Briefe an Ludwig Pietsch. Mit einem Anhang: Ludwig Pietsch über Turgenjew. Aufbau-Verlag, Berlin und Weimar 1968